# AGBO
AGBO（アグボ、別名：Gozie AGBO）は、2016年にルッソ兄弟とマイク・ラロッカが設立した、ダウンタウンを拠点とする独立系映画・ドラマ製作会社。
「Gozie AGBO」という社名は、ルッソ兄弟の間で定番の内輪ネタから由来する。2人がケース・ウェスタン・リザーブ大学在学中に始めたスケッチ・コメディ一劇団の宣伝のため、ジョーは学生新聞でGozie Agbo（オハイオ州の電話帳から無作為に選んだ人名）という架空の批評家を装い、劇団の酷評と見せかけてその特色を広めることに成功した。また、ジョーが俳優として活動する際に使用していたハンドルネームでもある。
創業者であるルッソ兄弟は、マーベル・シネマティック・ユニバース作品『アベンジャーズ/インフィニティ・ウォー』や『アベンジャーズ/エンドゲーム』の監督を務めたことで知られる。
最近の公開作品では、リチャード・マッデンとプリヤンカー・チョープラーが主演を務めたAmazon Prime Video配信のスパイ・アクションドラマ『シタデル』、クリス・ヘムズワース主演の『タイラー・レイク -命の奪還-2』、Netflixオリジナル作品『グレイマン』、第95回アカデミー賞で作品賞など7部門を受賞した『エブリシング・エブリウェア・オール・アット・ワンス』などがある。
公開予定の作品には、サイモン・ストーレンハーグの同名グラフィックノベルを原作とし、クリス・プラットとミリー・ボビー・ブラウンが主演を務める映画『エレクトリック・ステイト』、ガイ・リッチーが監督予定の『ヘラクレス』の実写リメイク、『グレイマン2（仮題）』、『シタデル』のイタリア版にあたる『Citadel: Diana』などがある。

## 沿革

### 事業
2015年3月、ルッソ兄弟が製作会社「ゲッタウェイ・プロダクションズ」を立ち上げることを発表し、マイク・ラロッカを社長に任命した。
2017年、ルッソ兄弟によってAGBOが設立され、2人は共同会長に就任した。
2018年3月、『キャプテン・アメリカ/ザ・ファースト・アベンジャー』や『マイティ・ソー/ダーク・ワールド』の脚本を担当したクリストファー・マルクスとスティーヴン・マクフィーリーが、ストーリー部門の共同責任者として採用された。 
2022年1月5日、ルッソ兄弟がAGBOの株式の38％を日本のゲーム会社ネクソンに4億ドルで売却したことが発表された。その後もネクソンに追加で1億ドル分、合計で49.21%分の株式を売却し、同年11月、ネクソンが筆頭株主となった。
2023年5月26日、共同創業者であり副会長も務めたマイク・ラロッカが、年内をもって同社を退社することが発表された。両者は、この去就が友好的なものであると語った。

### 映像作品

#### 2016 - 2017年
2016年7月、ルッソ兄弟がクリエイターのリック・リメンダーと共にTVドラマ『デッドリー・クラス』を共同プロデュースすることが発表され、ラナ・コンドルとベネディクト・ウォン主演で、2018年12月20日から放送された。
2016年6月、ルッソ兄弟がSTXエンターテインメント向けのアクション映画『21ブリッジ』を製作することが発表された。2018年7月、同作にチャドウィック・ボーズマンが主演することが発表された。
2017年8月、モーシン・ハミッドの著書『Exit West』の権利を取得し、モルテン・ティルドゥムが監督を務めることが発表された。同年末、バラク・オバマが2017年に読んだ本のベストリストに同作を挙げ、彼のハイアー・グラウンド・プロダクションズも製作に加わり、監督がヤン・ドマンジュに変更となり、リズ・アーメッド主演でNetflix向けの長編映画を制作すると発表した。しかし、2022年11月、ドマンジュがマーベル・シネマティック・ユニバースの映画『ブレイド（原題）』の監督に就任し、同作の製作は保留となった。
2017年12月、サイモン・ストーレンハーグによるグラフィック小説『The Electric State』の権利を獲得し、2018年3月、クリストファー・マルクスとスティーヴン・マクフィーリーのコンビが本作の脚本を担当することが発表された。

#### 2018 - 2022
2018年1月、サンダンス映画祭でプレミア上映されたサム・レヴィンソン監督・脚本の映画『アサシネーション・ネーション』の全世界配給権をネオンと共に1000万ドルで獲得したと発表され、7月末にはリファイナリー29も配給に加わり、同年9月21日に公開された。
同年8月、ニコ・ウォーカーの同名小説が原作の映画『チェリー』を競り落とし、ルッソ兄弟にとって『アベンジャーズ/エンドゲーム』の次に監督する作品になると発表した。同作には、トム・ホランドとシアラ・ブラヴォが出演する。
同年8月30日、ルッソ兄弟がダニエルズ（ダニエル・クワン、ダニエル・シャイナート）監督のSF映画『エブリシング・エブリウェア・オール・アット・ワンス』をA24配給で製作することが発表された。
同日、ジョー・ルッソ脚本の映画『タイラー・レイク -命の奪還-』の監督をサム・ハーグレイブが務め、クリス・ヘムズワースが主演すると発表された。 本作は2020年4月24日にNetflixで公開され、同サービス史上最大の視聴世帯数を記録し、続編の開発が決まった。
同年10月、ナタリー・エリカ・ジェームズの長編監督デビュー作で、エミリー・モーティマー主演のホラー映画『レリック -遺物-』の製作に同社が参加することが発表された。後に本作は、2020年のサンダンス映画祭で批評家から称賛された。2020年3月10日、IFCミッドナイトが配給権を獲得し、同年7月に公開された。
同年10月、アクション映画『モスル あるSWAT部隊の戦い』を製作し、『ワールド・ウォーZ』の脚本家マシュー・マイケル・カーナハンが監督・脚本を務めることが発表された。同作は第76回ヴェネツィア国際映画祭と第44回トロント国際映画祭で上映された。その後、Netflixによって買収され、2020年11月に公開された。
2020年4月、ルッソ兄弟がウォルト・ディズニー・ピクチャーズと共同で、1997年のアニメ映画『ヘラクレス』の実写リメイク版を製作することが発表された。
同年9月、Appleが『チェリー』を購入し、2021年2月にApple TV+で配信された。
同年12月、『エレクトリック・ステイト』にミリー・ボビー・ブラウンが出演することが明らかになった。
2021年4月、ジョン・グリフィンが企画し、AGBOが製作するSFホラーシリーズ『From（原題）』に、Epixが10エピソードのオーダーを出したと発表された。本作は、2022年4月にシーズン2の製作が発表された。
同年6月、Amazon Prime Video配信のスパイシリーズ『シタデル』のインド版の監督にラージ・ニディモール&クリシュナDKが決まったと報じられた。
同年7月、レゲ＝ジャン・ペイジ主演、ノア・ホーリー脚本によるアクション・スリラーの製作において、再びNetflixと提携すると発表した。
同年8月Huluは、ルッソ兄弟とマイク・ラロッカが製作総指揮を務めるドキュメンタリー『Captive Audience』を含む、”トゥルー・クライム・コレクション”の拡充を発表した。

#### 2022 - 現在
2022年1月13日、同社製作のホラースリラー『All Fun and Games』のキャスティングが発表され、エイサ・バターフィールドとナタリア・ダイアーが主演、アリ・コスタとEren Celebogluが共同監督を務めることが明らかになった。アリは、同社の設立当初から同社に在籍し様々な作品に携わってきており、本作が監督デビュー作となる。
同年2月、ジュディ・ブルームのベストセラー『Superfudge』のアニメ映画化の製作が発表された。
同年6月17日、ガイ・リッチーが『ヘラクレス』の実写リメイクの監督を務めることが発表された。
同年7月、Hulu配信のドキュメンタリー『Captive Audience』が、公開初月にHuluで最も視聴されたノンフィクションTV番組となったことが発表された。
同年7月、『グレイマン』の続編とスピンオフの製作が発表され、再びライアン・ゴズリングが”グレイマン”を演じ、ルッソ兄弟が監督を務める。『デッドプール』で知られるポール・ワーニックとレット・リースがスピンオフの脚本を担当する。
同年9月15日、レゲ＝ジャン・ペイジとグレン・パウエルが主演を務める、『明日に向って撃て!』のTVシリーズ版の製作総指揮を務めることが発表された。
同年10月、Amazonスタジオ共同製作のスパイ・アクションシリーズ『シタデル』のイタリア版の主役が、マティルダ・デ・アンジェリスに決まったと報じられた。
同年11月、ジャンカルロ・エスポジート、キー・ホイ・クァン、アンソニー・マッキー、ビリー・ボブ・ソーントンが『エレクトリック・ステイト』のキャストに加わることが発表された。
同年11月、Amazonスタジオと共同でFTXの破綻を題材にした8エピソードのリミテッドシリーズの、製作総指揮と監督をルッソ兄弟が務めることが発表された。
同年11月、バラエティ誌はルッソ兄弟を「ショーマン・オブ・ザ・イヤー」に選出し、クリス・プラット、プリヤンカー・チョープラー、ゾーイ・サルダナらと共に、ルッソ兄弟が表紙を飾った。
同年12月、Amazon Prime Video配信のスパイシリーズ『シタデル』のインド版の主演にヴァルン・ダワンがキャスティングされた。
2023年1月、インド版『シタデル』でサマンサ・ルス・プラブがヴァルン・ダワンと共に主演を務めることが発表された。

### コミュニティ
AGBOを通じて2017年に設立された「イタリアン・アメリカン・フィルム・フォーラム」の助成金プログラムは、イタリア系アメリカ人としての経験を探求する、有望でクリエイティブなアーティストに、映画制作の機会を提供する。選ばれた応募者には、予算として8,000ドルの助成金が贈られる。映画の内容に決まりはないものの、イタリア系アメリカ人としての経験の側面を明示するという点が重要となる。
2017年10月、ルッソ兄弟がスラムダンス映画祭と提携し、年次フェローシップを提供することが発表された。選ばれた映画製作者には賞金25,000ドルと、ルッソ兄弟との1年間のメンターシップが贈られる。
2019年6月、アメリカン・フィルム・インスティテュートと提携し、新規開発助成プログラムを提供することが発表された。このプログラムは、AFI映画学校の卒業生を対象に行われ、選ばれた1人にはプロジェクト開発のための賞金25,000ドルと、AGBOとの1年間のメンターシップが贈られる。
2020年5月、ルッソ兄弟は新しいビデオポッドキャスト「Pizza Film School」を発表した。このポッドキャストは、映画愛好家がパンデミックで家に閉じこもっている期間、お気に入りのクラシック映画と地元のピザ屋を発表し、その愛を広めることを目的としている。ゲストにはジョシュ・ブローリン、タイカ・ワイティティ、マーク・ハミル、ボブ・ゲイルなどが出演した。シーズン2は2023年4月に放送され、ルッソ兄弟が他の映画監督と対談するといった内容で行われた。ゲストには、マーベルとDCユニバースの共演となるザック・スナイダーや、エメラルド・フェネル、ニア・ダコスタ、ジャスティン・リン、ジャスティン・チョン、R・J・カトラーなどが出演した。
2021年4月、毎年開催される「No Sleep 'til Film Fest」の運営を開始した。このコンペティションでは、新進クリエイターが48時間で3分以内の短編映画を制作・提出し、同社の幹部による選考を受けられる貴重な機会を与えられる。また、国を問わず参加することができ、初年度は60ヶ国以上、700本以上の応募があった。

## 主な作品

### 映画
| 公開 | タイトル                                           | 監督                                    | 備考 |
| ---- | -------------------------------------------------- | --------------------------------------- | --- |
| 2018 | アサシネーション・ネーション                       | サム・レヴィンソン                      | 共同配給：ネオン、30ウエスト、リファイナリー29                                                            |
| 2019 | 21ブリッジ                                         | ブライアン・カーク                      | 配給：STXエンターテインメント                                                                             |
| 2019 | モスル あるSWAT部隊の戦い                          | マシュー・マイケル・カーナハン          | |
| 2020 | レリック -遺物-                                    | ナタリー・エリカ・ジェームズ            | |
| 2020 | タイラー・レイク -命の奪還-                        | サム・ハーグレイブ                      | 配給：Netflix                                                                                             |
| 2021 | チェリー                                           | アンソニー・ルッソ ジョー・ルッソ       | 共同製作：エンデバー (企業)、ハイドアウェイ・エンターテインメント 配給：Apple TV+                         |
| 2022 | エブリシング・エブリウェア・オール・アット・ワンス | ダニエル・クワン ダニエル・シャイナート | 配給：A24                                                                                                 |
| 2022 | グレイマン                                         | アンソニー・ルッソ ジョー・ルッソ       | 配給：Netflix                                                                                             |
| 2023 | タイラー・レイク -命の奪還-2                       | サム・ハーグレイブ                      | 配給：Netflix                                                                                             |
| 2023 | All Fun and Games（原題）                          | アリ・コスタ Eren Celeboglu             | 配給：ヴァーティカル・エンターテインメント                                                                |
| 2024 | エレクトリック・ステイト                           | アンソニー・ルッソ ジョー・ルッソ       | 配給：Netflix                                                                                             |
| 2026 | Avengers: Doomsday（原題）                         | アンソニー・ルッソ ジョー・ルッソ       | 共同製作：マーベル・スタジオ 配給：ウォルト・ディズニー・スタジオ・モーション・ピクチャーズ               |
| 2027 | Avengers: Secret Wars（原題）                      | アンソニー・ルッソ ジョー・ルッソ       | 共同製作：マーベル・スタジオ 配給：ウォルト・ディズニー・スタジオ・モーション・ピクチャーズ               |
| TBA  | Hercules（仮題）                                   | ガイ・リッチー                          | 共同製作：ウォルト・ディズニー・ピクチャーズ 配給：ウォルト・ディズニー・スタジオ・モーションピクチャーズ |

### TVドラマ
| 公開 | タイトル                                                   | 原案                                                               | 共同製作                                                                              |
| ---- | ---------------------------------------------------------- | ------------------------------------------------------------------ | ------------------------------------------------------------------------------------- |
| 2019 | デッドリー・クラス                                         | リック・リメンダー                                                 | - Syfy - ソニー・ピクチャーズ テレビジョン - ユニバーサル・コンテンツ・プロダクション |
| 2019 | ラリー・チャールズのデンジャラス・ワールド・オブ・コメディ | ラリー・チャールズ                                                 | Netflix                                                                               |
| 2022 | フロム -閉ざされた街-                                      | ジョン・グリフィン                                                 | - Epix - MGM テレビジョン - Midnight Radio                                            |
| 2023 | シタデル                                                   | - ジョシュ・アッペルバウム - ブライアン・オー - デヴィッド・ワイル | - Amazonスタジオ - Midnight Radio                                                     |
| 2024 | Citadel: Diana                                             |                                                                    | - Amazonスタジオ - Midnight Radio                                                     |
| TBA  | Citadel: India                                             |                                                                    | - Amazonスタジオ - D2R Films                                                          |